# Schulteichgraben

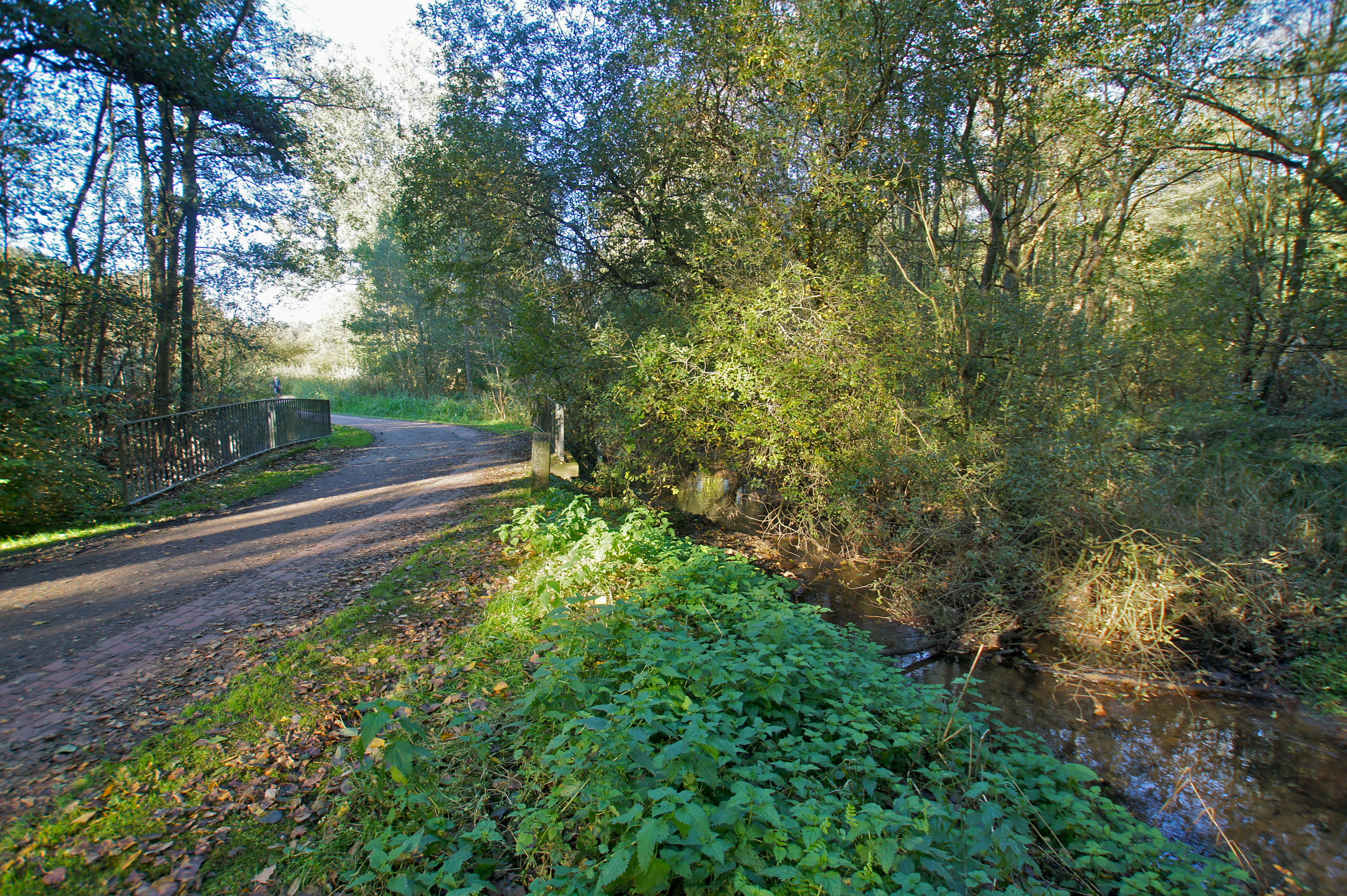
L'aiguabarreig amb l'Engelbeek

L'Schulteichgraben (en baix alemany Schooldiekgraven) és un afluent del riu Engelbek a Alemanya que neix a Marmstorf i desemboca a Wilstorf, dos barris del districte d'Harburg a Hamburg. Des del 1985 es va començar un programa per a renaturalitzar el rierol que va ser canalitzat als anys 1960.